# Floriano Peixoto Vieira Neto
Floriano Peixoto Vieira Neto GOMM (Tombos, 22 de maio de 1954) é general de divisão da reserva do Exército Brasileiro. Foi o Ministro-Chefe da Secretaria-Geral da Presidência da República, no governo de Jair Bolsonaro e atualmente preside a Empresa Brasileira de Correios e Telégrafos, substituindo o General Juarez Cunha.

## Carreira militar

### Oficial

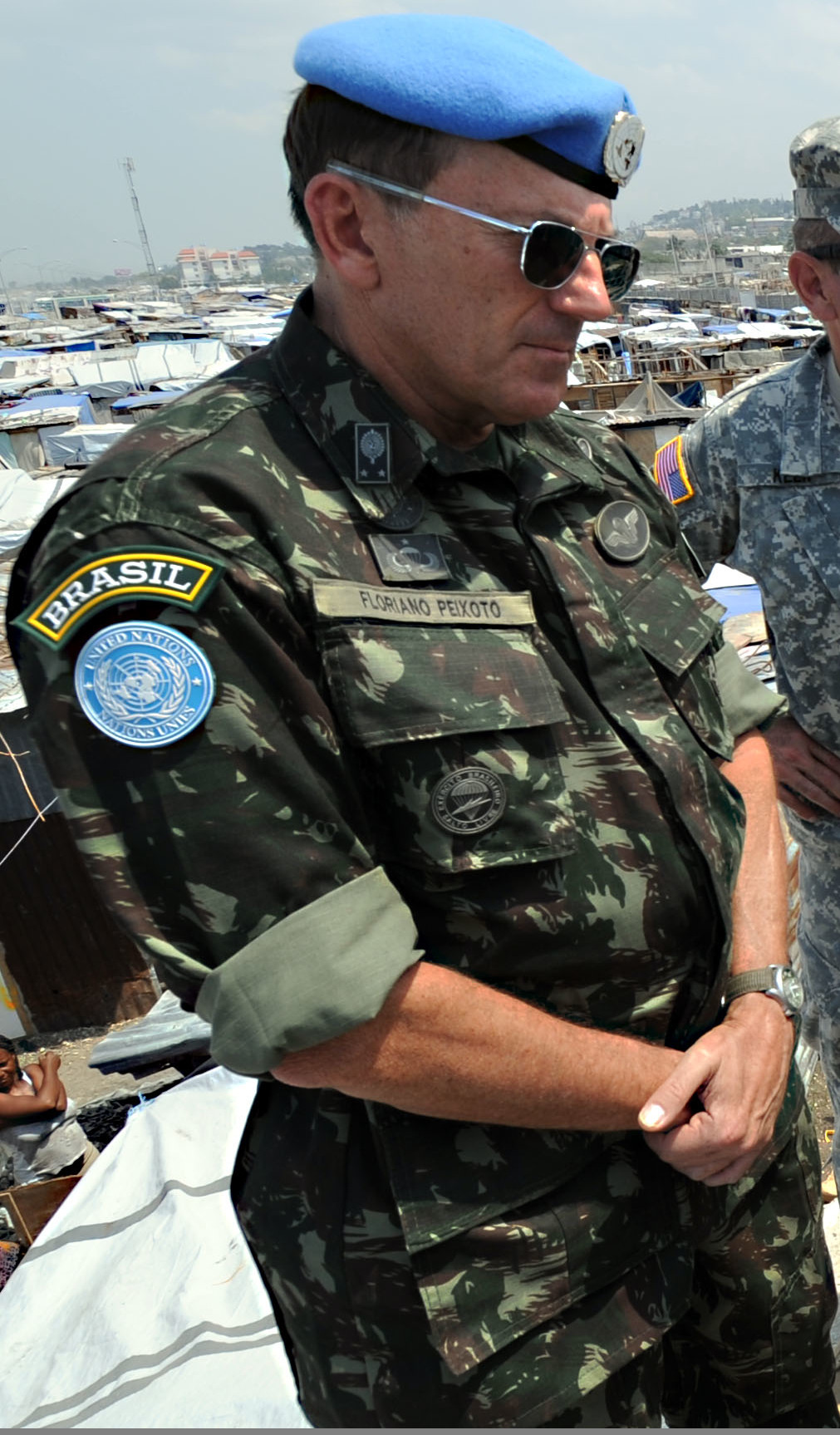
Peixoto em Porto Príncipe, Haiti. Março de 2010

Ingressou no Exército em 17 de fevereiro de 1973, na Academia Militar das Agulhas Negras (AMAN) onde, em 14 de dezembro de 1976, foi declarado Aspirante-a-Oficial da Arma de Infantaria. Foi promovido ao posto de 2º Tenente em 31 de agosto de 1977 e a 1º Tenente em 25 de dezembro de 1978.
Ascendeu ao posto de capitão em 25 de dezembro de 1982, realizou o curso da Escola de Aperfeiçoamento de Oficiais em 1986. Nesse período, foi instrutor da AMAN e realizou o Curso Avançado de Infantaria do Exército dos Estados Unidos, sendo promovido a major em 30 de abril de 1989.
Realizou o Curso de Comando e Estado-Maior na Escola de Comando e Estado-Maior do Exército (ECEME), sendo promovido a tenente coronel em 31 de agosto de 1994. Posteriormente, retornou à ECEME como instrutor. Serviu como Assessor Militar Brasileiro junto à Academia Militar dos Estados Unidos.
Ascendeu ao posto de coronel em 30 de abril de 1999 e foi comandante do 62.º Batalhão de Infantaria, em Joinville. Em 2002, realizou o Curso de Política, Estratégia e Alta Administração do Exército na Escola de Comando e Estado-Maior do Exército. Serviu na 5ª Subchefia do Estado-Maior do Exército, em Brasília, órgão que trata, entre outros assuntos, do relacionamento internacional da Instituição. Ainda como coronel, foi oficial de operações do 1.º contingente brasileiro na Missão das Nações Unidas para a Estabilização no Haiti (MINUSTAH).

### Oficial General
Promovido a general de brigada em 25 de novembro de 2006, comandou a 12.ª Brigada de Infantaria Leve (Aeromóvel), em Caçapava (SP), chefiou a 5ª Subchefia do Estado-Maior do Exército. Foi designado Comandante (Force Commander) da MINUSTAH, durante o período que incluiu o terremoto de 2010 no Haiti, sob mandato do Conselho de Segurança da ONU.
Ascendeu ao posto de General de Divisão em 31 de março de 2011 e comandou a 2.ª Divisão de Exército, em São Paulo, no período de 13 de abril de 2011 até 27 de março de 2014. Originalmente admitido à Ordem do Mérito Militar em 2003 no grau de Cavaleiro ordinário, foi promovido a Oficial em março de 2006, Comendador em dezembro do mesmo ano e Grande-Oficial em 2011.

## Vida na reserva
Passou para a reserva remunerada em 2014. Integrou o Painel Independente de Alto Nível para estudo das Operações de Paz, cujo relatório vem sendo implementado no âmbito do organismo. Em janeiro de 2019, assumiu a Secretaria-Executiva da Secretaria-Geral da Presidência da República, no ministério então ocupado por Gustavo Bebianno.

## Ministro-Chefe da Secretaria-Geral da Presidência
Em 18 de fevereiro de 2019, o general deixou a Secretaria-Executiva e assumiu o cargo de Ministro da Secretaria-Geral da Presidência da República, substituindo Bebianno. Em 20 de junho, foi designado pelo Presidente Bolsonaro para assumir a presidência dos Correios, substituindo o General Juarez Cunha.